# ورزشگاه اسپاتلند
ورزشگاه اسپاتلند (به انگلیسی: Spotland) نام ورزشگاه اختصاصی باشگاه روچدیل است که در شهر روچدیل در شهرستان منچستر بزرگ در کشور انگلستان واقع شده است.
این ورزشگاه از سال ۱۹۲۰ زمین خانگی باشگاه روچدیل می‌باشد. ظرفیت این ورزشگاه ۱۰٬۲۴۹ نفر است.
ورزشگاه اسپاتلند هفتاد و پنجمین ورزشگاه بزرگ در انگلستان می‌باشد.